# Джексенбаєв Шакір Джексенбаєвич
Шакір Джексенбаевич Джексенбаєв (у сучасних казахських джерелах його ім'я дається в казахській транскрипції Шакір Жексенбаєв) (1901–1988) — перший радянський казахський професійний військовий генерал.

## Біографія
Народився 1901 року в аулі Шунгай Букеївської Орди Астраханської губернії.
У 1908 році батько віддав його до початкової школи, потім — до Ханскоставочного вищого початкового училища, яке прирівнювалося до восьмого класу сучасної середньої школи. У 1917 році, після закінчення училища, Шакір вступив до педагогічних курсів. Закінчивши які переїхав у Шунгай.
У жовтні 1918 року на виборах до Рад робочих, селянських і червоноармійських депутатів Шакіра обрали до складу виконкому як відповідального секретаря. У цей час у Росії йшла громадянська війна, проводили набір добровольців до Робітничо-Селянської Червоної Армії (РККА). Шакір пішов добровольцем на війну. Його зарахували на Борисоглібські курси, де він познайомився з майбутнім поетом Степаном Щипачовим, з яким він потім дружив до самої смерті. Курсанти брали участь у боях. Особливий бойовий загін Борисоглібських курсів входив до оперативної групи для придушення заколоту Сапожкова.
У березні 1920 року Ш. Джексенбаєв став членом ВКП(б). Після закінчення курсів, у червні 1920 року, Джексенбаєва було призначено командиром взводу Першої Киргизької (казахської) кавалерійської дивізії. Через місяць його підвищили на посаді, призначивши помічником командира ескадрону. У тому ж році Джексенбаєва направили на навчання до Академії Генерального штабу РСЧА в Москву.
Після закінчення академії Шакіра Джексенбаєва направили в 110-й стрілецький полк 34-ї стрілецької дивізії Приволзького військового округу командиром роти, потім перевели на партійну роботу в цьому ж стрілецькому полку на посаду начальника навчальної частини об'єднаної військової школи імені ЦВК Казахської АРСР, а за рік призначили начальником стройового відділу Військового комісаріату Казахської АРСР, і його обрали кандидатом у члени ЦК Ради робітничих, селянських і червоноармійських депутатів. Незабаром Шакіра Джексенбаєва перевели начальником штабу 110-го стрілецького полку 37-ї стрілецької дивізії Білоруського військового округу.
1930 року його терміново викликали до Москви й направили на курси при військово-хімічному відділенні Військово-технічної академії РСЧА для навчання спеціальності військового хіміка. Ця вища школа — перший спеціальний військово-навчальний заклад, який готував фахівців високої кваліфікації для хімічної служби Червоної Армії. Головною дисципліною для курсантів вважалася військово-хімічна справа, основним завданням є організація протихімічного захисту військ. У вересні 1931 року, після закінчення курсів, Джексенбаєв отримав призначення у військово-хімічне управління, а наприкінці листопада на нього чекало нове призначення, цього разу до Українського військового округу на посаду командира та комісара 4-го стрілецького батальйону протихімічної оборони, що був розміщений у Києві.
Навесні 1934 року за наказом командувача Українського військового округу батальйон узяв курс на схід — у Забайкалля. Причиною стала різка зміна міжнародної обстановки через захоплення Маньчжурії Японією та створення там держава Маньчжоу-го. У 1936 році Джексенбаєва було призначено помічником з хімслужби армійського інспектора штабу Окремої Червонопрапорної Далекосхідної Армії (ОКДВА), того ж року перевели начальником хімічної служби 45-го стрілецького корпусу.
У 1940 році йому було присвоєно звання полковника та призначили командиром батальйону протихімічної оборони Калінінського військового училища хімічного захисту РСЧА.
З початком Великої Вітчизняної війни Джексенбаєва було призначено старшим помічником начальника відділу хімічного захисту військ західного напрямку, старшим помічником начальника відділу хімзахисту Центрального фронту, потім виконувачем обов'язки начальника відділу хімзахисту 3-ї Армії Брянського, Південно-Західного фронтів.
Після розгрому німецьких військ під Москвою та Сталінградом, на Орловсько-Курській дузі батальйони хімзахисту були перекинуті на 2-й Прибалтійський фронт.14 жовтня 1943 року полковник Джексенбаєв був нагороджений орденом Вітчизняної війни I ступеня і йому було присвоєно військове звання генерал-майора технічних військ. Він так згадував цю подію:

«У якийсь момент начальник відділу хімзахисту полковник М. Ф. Успенський збільшив гучність динаміка, і ми почули добре знайомий голос Юрія Левітана, який передавав чергове повідомлення Інформбюро. Але раптом щось гарячою хвилею вдарило по серцю, легені застигли від нестачі повітря… Що це? Мені присвоєно звання генерал-майора технічних військ. Радості моїй не було меж. Висока оцінка моєї роботи закликала до ще більшої відповідальності та віддачі».

У лютому 1944 року було захоплено всі балтійські республіки. Почалися бойові операції біля Східної Німеччини. Після закінчення однієї з таких операцій командувач фронтом маршал Радянського Союзу Л. А. Говоров вручив генерал-майору технічних військ Шакіру Джексенбаєву за бойові заслуги орден Леніна. А через деякий час Джексенбаєв отримав орден Червоної Зірки.
Після закінчення війни генерал-майор Джексенбаєв був призначений на посаду начальника відділу хімзахисту Ленінградського військового округу, потім перейшов працювати викладачем Військової академії хімічного захисту.
У 1946 році генерал Джексенбаєв був призначений на посаду заступника начальника управління хімічного озброєння та постачання сухопутних військ. Через три роки його призначили старшим викладачем військово-хімічної справи кафедри загальної тактики та оперативної підготовки військово-інженерної Червонопрапорної академії імені О. В. Куйбишева, потім начальником кафедри протихімічного захисту.
У 1958 році вийшов у відставку, у зв'язку з досягненням граничного віку перебування на військовій службі.
Помер у березні 1988 року в Москві.

## Нагороди та звання
- Нагороджений орденом Леніна, чотирма орденами Червоного Прапора, двома орденами Вітчизняної війни І ступеня та орденом Червоної Зірки, а також медалями.
- Наказом Начальника Громадянської Оборони РРФСР від 25 грудня 1972 нагороджений нагрудним знаком «Відмінник Цивільної оборони СРСР».
- Наказом Міністра автомобільної промисловості СРСР від 27 лютого 1975 нагороджений значком «Відмінник Соціалістичного змагання Міністерства автомобільної промисловості».
- Почесний громадянин міста Уральська.[1]

## Пам'ять
- У місті Уральськ вулиця Камишинська була перейменована на вулицю Жексенбаєва.[2]
- На цій вулиці в Уральську на стіні будинку № 78 йому встановлено меморіальну дошку.[3]
- У мікрорайоні Алтин-Бесік Ауезівського району Алма-Ати Шакіру Жексенбаєву 5 травня 2011 року було відкрито пам'ятну дошку.[4]